# Бабусина лупа
«Бабусина лупа» (англ. Grandma's Reading Glass, 1900) — англійський короткометражний художній фільм Джорджа Альберта Сміта.

## Сюжет
Бабуся читає газету за допомогою лупи. Потім, відклавши лупу, вона починає плести. Її онук бере лупу і розглядає в неї все навколо.

## Художні особливості
Предмети, показують зблизька у круглому каше: годинник, що йде; канарейку в клітці; очі бабусі; голову кішки тощо.

## У ролях
- Харон Сміт — Віллі